# Мађарска на Зимским олимпијским играма 2010.
Мађарска је учествовала на Зимским олимпијским играма одржаним 2010. године у Ванкуверу, Британска Колумбија, Канада. На свечаном отварању носилац заставе је Европски шампион у уметничком клизању Јулија Шебешчен. Мађарска је на ове игре послала 18 спортиста који су учествовали у пет спортских дисциплина.

## Учесници по спортовима
| Спорт                           | Мушкарци | Жене | Укупно |
| ------------------------------- | -------- | ---- | ------ |
| Алпско скијање                  | 1        | 2    | 3      |
| Биатлон                         | 1        | 0    | 1      |
| Скијашко трчање                 | 1        | 1    | 2      |
| Уметничко клизање               | 2        | 3    | 5      |
| Брзо клизање на кратким стазама | 2        | 5    | 7      |
| Укупно(5)                       | 7        | 11   | 18     |

## Алпско скијање

### Жене
| Такмичарке | Дисциплина       | Резултати     | Резултати     | Резултати     | Резултати     | Резултати      |
| Такмичарке | Дисциплина       | 1. трка       | 2. трка       | Укупно        | Заостатак     | Пласман/ учес. |
| ---------- | ---------------- | ------------- | ------------- | ------------- | ------------- | -------------- |
| Ана Берец  | Слалом           | 59,81 (60)    | 59,82 (45)    | 1:59,63       | 16,74         | 45 / 55 (78)   |
| Ана Берец  | Суперкомбинација | 1:33,47 (28)  | 49,50 (21)    | 2:22,97       | 7,23          | 26 / 28 (35)   |
| Ана Берец  | Велеслалом       | 1:22,29 (47)  | 1:18,58 (43)  | 2:40,87       | 13,76         | 42 / 60 (86)   |
| Ана Берец  | Спуст            |               |               | 1:57,86       | 13,67         | 35 / 37 (45)   |
| Ана Берец  | Супервелеслалом  |               |               | Није завршила | Није завршила | Није завршила  |
| Жофиа Деме | Слалом           | 58,74 (50)    | 59,58 (44)    | 1:58,32       | 15,43         | 44 / 55 (78)   |
| Жофиа Деме | Велеслалом       | Није завршила | Није завршила | Није завршила | Није завршила | Није завршила  |
| Жофиа Деме | Супервелеслалом  |               |               | 1:29,09       | 8,95          | 36 /38 (53)    |

### Мушкарци
| Такмичар    | Дисциплина | Резултати    | Резултати    | Резултати    | Резултати    | Резултати     |
| Такмичар    | Дисциплина | 1. трка      | 2. трка      | Укупно       | Заостатак    | Пласман/учес  |
| ----------- | ---------- | ------------ | ------------ | ------------ | ------------ | ------------- |
| Мартон Бене | Слалом     | Није завршио | Није завршио | Није завршио | Није завршио | Није завршио  |
| Мартон Бене | Велеслалом | 1:31,08 (80) | 1:34,89 (73) | 3:05,97      | 28,14        | 71 / 81 (103) |

## Биатлон
| Такмичар      | Дисциплина  | Резултати | Резултати   | Резултати    |
| Такмичар      | Дисциплина  | Време     | Промашаји   | Плас,/учес.  |
| ------------- | ----------- | --------- | ----------- | ------------ |
| Имре Тагшерер | Појединачно | 58:02,6   | 4 (1+3+0+0) | 82 / 88 (88) |
| Имре Тагшерер | Спринт      | 28:38,8   | 4 (2+2)     | 80 / 88 (88) |

## Скијашко трчање

### Жене
| Име         | Дисциплина     | Резултат | Резултат  | Резултат      |
| Име         | Дисциплина     | Време    | Заостатак | Пласман/учес. |
| ----------- | -------------- | -------- | --------- | ------------- |
| Вера Вициан | 10 км слободно | 33:45,8  | 8:47,4    | 75 / 78 (78)  |

### Мушкарци
| Име             | Дисциплина     | Резултат | Резултат  | Резултат      |
| Име             | Дисциплина     | Време    | Заостатак | Пласман/учес. |
| --------------- | -------------- | -------- | --------- | ------------- |
| Золтан Тагшерер | 15 км слободно | 41:15,0  | 7:38,7    | 81 / 95 (96)  |

## Уметничко клизање
Мађарска се квалификовала за једно учешће у појединачном такмичењу и једно у паровима, за укупно три такмичара.
- Мате Фејеш/Жужана Нађ (нису прошли квалификације)

### Жене
| Име             | Дисциплина | Кратки програм | Кратки програм | Слободни програм | Слободни програм | Резултат | Резултат     |
| Име             | Дисциплина | Поени          | Пласман        | Поени            | Пласман          | Поени    | Пласман      |
| --------------- | ---------- | -------------- | -------------- | ---------------- | ---------------- | -------- | ------------ |
| Јулија Шебешчен | Фигуре     | 57,46          | 13             | 93,80            | 16               | 151,26   | 17 / 24 (30) |

### Парови
| Клизач/ица                   | Дисциплина    | Обавезни састав | Обавезни састав | Кратки програм | Кратки програм | Слободни састав | Слободни састав | Укупно | Укупно       |
| Клизач/ица                   | Дисциплина    | Оцене           | Пласман         | Оцене          | Пласман        | Оцене           | Пласман         | Оцене  | Пласман      |
| ---------------------------- | ------------- | --------------- | --------------- | -------------- | -------------- | --------------- | --------------- | ------ | ------------ |
| Нора Хофман / Максим Завозин | Плесни парови | 31,90           | 13              | 51,22          | 13             | 84,11           | 13              | 180,26 | 13 / 23 (23) |

## Брзо клизање на кратким стазама

### Жене
| Такмичар                                                                  | Дисциплина          | Квалификације    | Квалификације    | Четвртфинале          | Четвртфинале          | Полуфинале            | Полуфинале            | Б финале              | Б финале              | Финале                | Финале                | Позиција              |
| Такмичар                                                                  | Дисциплина          | Време            | Позиција         | Време                 | Позиција              | Време                 | Позиција              | Време                 | Позиција              | Време                 | Позиција              | Позиција              |
| ------------------------------------------------------------------------- | ------------------- | ---------------- | ---------------- | --------------------- | --------------------- | --------------------- | --------------------- | --------------------- | --------------------- | --------------------- | --------------------- | --------------------- |
| Ерика Хусар                                                               | 500 метара++        | 44,901           | 3 гр. 7          | Није се квалификовала | Није се квалификовала | Није се квалификовала | Није се квалификовала | Није се квалификовала | Није се квалификовала | Није се квалификовала | Није се квалификовала | Није се квалификовала |
| Ерика Хусар                                                               | 1000 метара++       | Дисквалификована | Дисквалификована | Дисквалификована      | Дисквалификована      | Дисквалификована      | Дисквалификована      | Дисквалификована      | Дисквалификована      | Дисквалификована      | Дисквалификована      | Дисквалификована      |
| Ерика Хусар                                                               | 1500 метара         | 2:27,487         | 3 гр. 5          |                       |                       | 2:21,617              | 4 гр. 3               | 2:43,051              | 3. Б фин.             | Није се квалификовала | Није се квалификовала | 11 / 30 (36)          |
| Рожа Дараж                                                                | 1500 метара++       |                  |                  |                       |                       | Дисквалификована      | Дисквалификована      | Дисквалификована      | Дисквалификована      | Дисквалификована      | Дисквалификована      | Дисквалификована      |
| Бернадет Хајдум                                                           | 1000 метара++       | 1:31,125         | 2 гр. 2          | 1:30,313              | 3 гр. 2               | Није се квалификовала | Није се квалификовала | Није се квалификовала | Није се квалификовала | Није се квалификовала | Није се квалификовала | Није се квалификовала |
| Бернадет Хајдум                                                           | 1500 метара         | 2:30,332         | 4 гр. 3          |                       |                       | 2:24,192              | 1 гр. 2               | Није се квалификовала | Није се квалификовала | 2:19,251              | 6 А фин.              | 6 / 30 (36)           |
| Ерика Хусар Рожа Дараж Бернадет Хајдум Андреа кеслер Сандра Лајтош (рез.) | 3000 метара штафета |                  |                  |                       |                       | 4:17,487              | 4 гр. 2               | 4:17,937              | 2 Б фин.              | Није се квалификовала | Није се квалификовала | 5 / 7 (8)             |

### Мушкарци
| Такмичар    | Дисциплина   | Квалификације | Квалификације | Четвртфинале         | Четвртфинале         | Полуфинале           | Полуфинале           | Финале               | Финале               | Позиција             |
| Такмичар    | Дисциплина   | Време         | Позиција      | Време                | Позиција             | Време                | Позиција             | Време                | Позиција             | Позиција             |
| ----------- | ------------ | ------------- | ------------- | -------------------- | -------------------- | -------------------- | -------------------- | -------------------- | -------------------- | -------------------- |
| Петар Дараж | 500 метара   | 42,800        | 3 гр. 3       | Није се квалификовао | Није се квалификовао | Није се квалификовао | Није се квалификовао | Није се квалификовао | Није се квалификовао | Није се квалификовао |
| Петар Дараж | 1.500 метара | 2:18,827      | 3 гр. 5       |                      |                      | 2:18,349             | 7 гр. 1              | Није се квалификовао | Није се квалификовао | Није се квалификовао |
| Виктор Кнох | 500 метара   | 42,197        | 4 гр. 8       | Није се квалификовао | Није се квалификовао | Није се квалификовао | Није се квалификовао | Није се квалификовао | Није се квалификовао | Није се квалификовао |
| Виктор Кнох | 1.000 метара | 1:26,279      | 3 гр. 2       | Није се квалификовао | Није се квалификовао | Није се квалификовао | Није се квалификовао | Није се квалификовао | Није се квалификовао | Није се квалификовао |
| Виктор Кнох | 1.500 метара | 2:16,826      | 5 гр. 4       |                      |                      | Није се квалификовао | Није се квалификовао | Није се квалификовао | Није се квалификовао | Није се квалификовао |